# Alfredo Varela

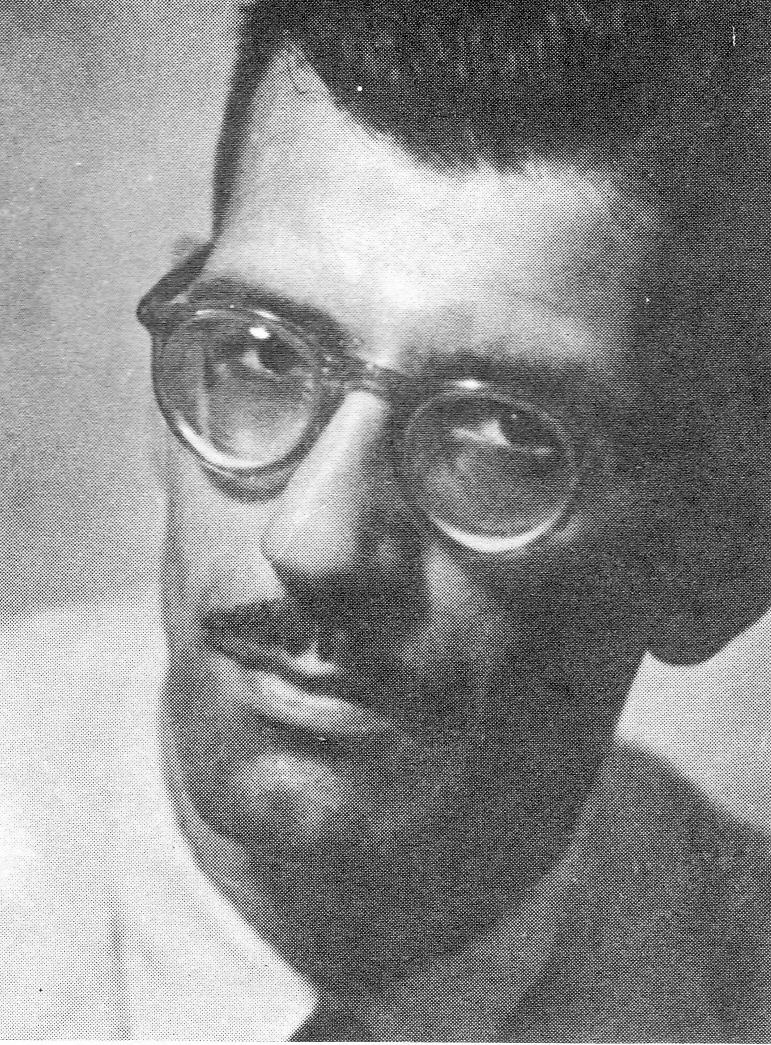
Alfredo Varela.

Alfredo Varela, född 1914 i Buenos Aires, död 1984 i Mar del Plata, var en argentinsk författare och journalist. 

## Verk översatt till svenska
Den mörka floden, 1955 (El rio oscuro 1943)

## Filmatisering
Las aguas bajan turbias (Dark River/River of Blood), 1952, argentinsk film, regisserad av Hugo del Carril